# Arronet Teknik
Arronet Teknik AB är ett svenskt skeppsvarv i Öregrund.
Arronet Teknik AB grundades 1992 i Bromma av bröderna Niklas och Håkan von Arronet och tillverkar numera båtar i aluminium, huvudsakligen med utombordsmotorer. Tyngdpunkten för produktionen är hyttbåtar i storleken 23–24 fot. 
Arronet köpte 2007 Östmarin AB i Östhammar och flyttade successivt sin verksamhet dit. Fabrikslokalerna byggdes till hösten 2009 till 2000 kvadratmeter för en produktion av omkring 70 båtar per år.
Varvet ligger sedan 2018 i nybyggda fabrikslokaler på över 5 000 kvadratmeter i Öregrund och tillverkar omkring 200 båtar per år.